# 呂律
吕律（？—？年），字调阳，南直隶常州府武進縣人，民籍。明朝政治人物。

## 生平
弘治八年（1495年）乙卯科應天府乡试舉人，正德九年（1514年）甲戌科三甲第四十一名進士，初授行人司行人，官至南安府知府。